# Chicago-manifestet om Bibelns ofelbarhet
Chicago-manifestet om Bibelns ofelbarhet (Chicago Statement on Biblical Inerrancy) formulerades i oktober 1978 av fler än 200 evangelikala ledare vid en konferens som sponsorerades av International Council on Biblical Inerrancy, och hölls i Chicago. Manifestet utformades för att försvara uppfattningen att Bibeln är ofelbar mot bakgrund av vad man uppfattade som en trend mot en liberal bibelsyn. Undertecknarna kom från en mängd olika evangelikala kristna samfund, däribland Carl F.H. Henry, J.I. Packer, Francis Schaeffer, Norman L. Geisler, Robert Preus, John Wenham och R. C. Sproul.
Ledande anhängare av Bibelns ofelbarhet betraktar Chicago-manifestet som ett grundligt uttalande om vad de menar med "ofelbarhet". Manifestet går in på olika detaljer i artiklar formulerade parvis som "VI BEJAKAR ... och VI FÖRNEKAR ..." Begreppet ofelbarhet gäller endast grundtexten i de ursprungliga manuskripten (som inte längre existerar, men kan härledas på basis av bevarade kopior), inte kopiorna eller översättningarna. Vidare syftar ofelbarhet i manifestet inte på en blint bokstavlig tolkning, utan ger utrymme för bildligt, poetiskt och fenomenologiskt språk, så länge det var författarens avsikt att presentera en text bildligt eller symboliskt.